# AADACL3
La arilacetamida desacetilasa tipo 3 es una proteína en humanos codificada por el gen AADACL3.